# Insel Kalifornien

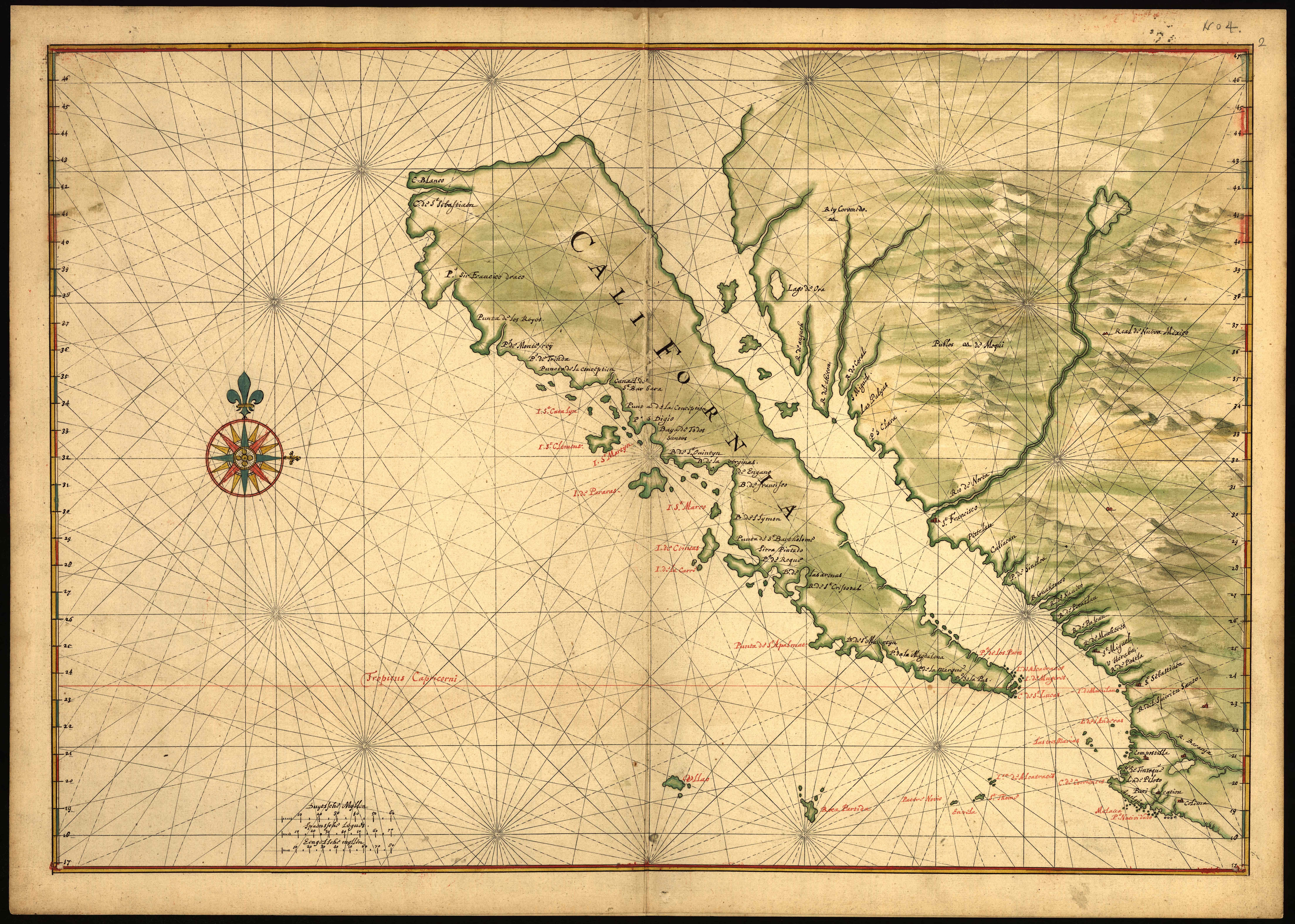
Karte Kaliforniens als Insel, circa 1650

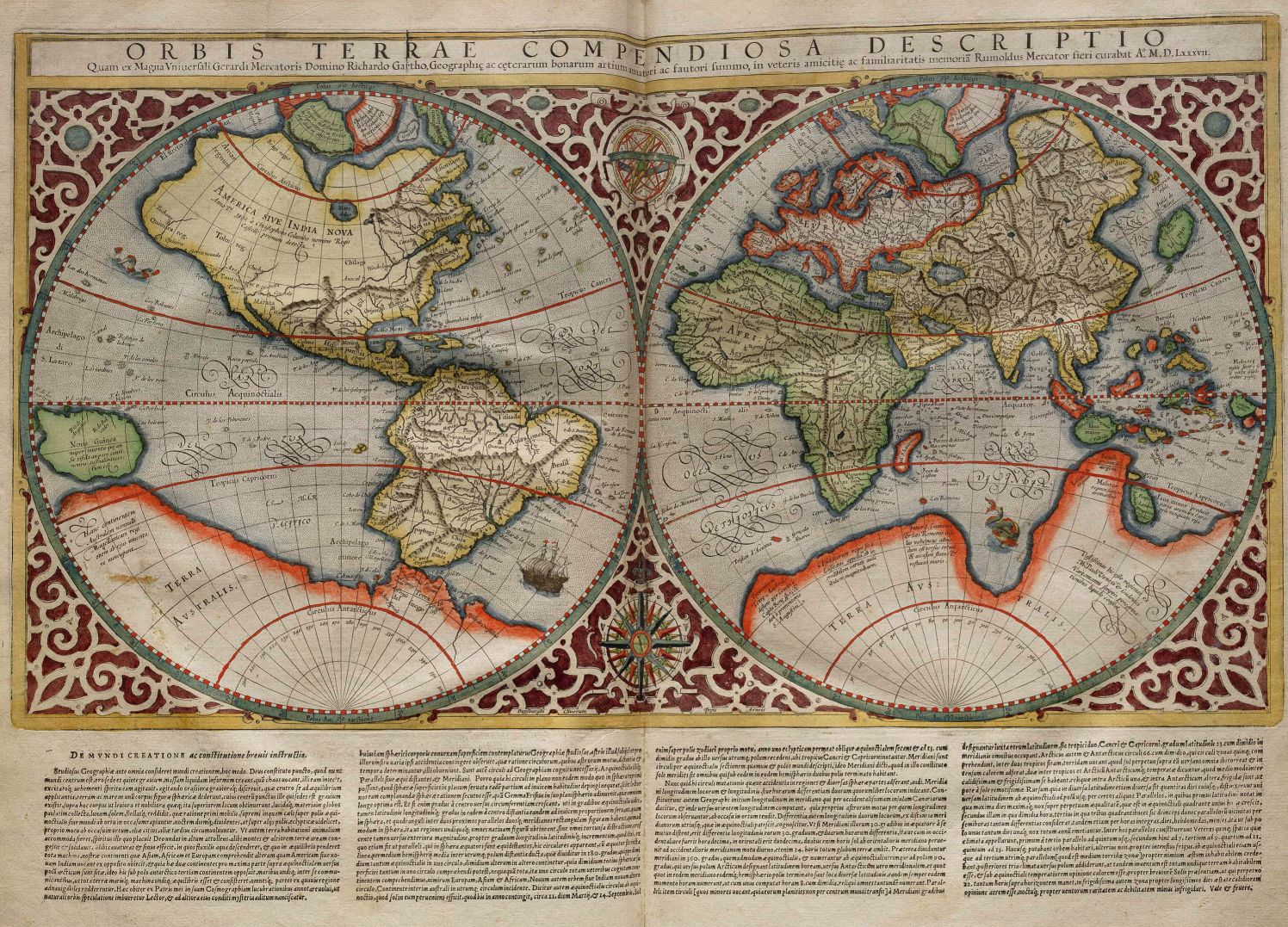
Deutlich frühere Mercatorkarte von 1587, mit der korrekten Wiedergabe Niederkaliforniens als Halbinsel

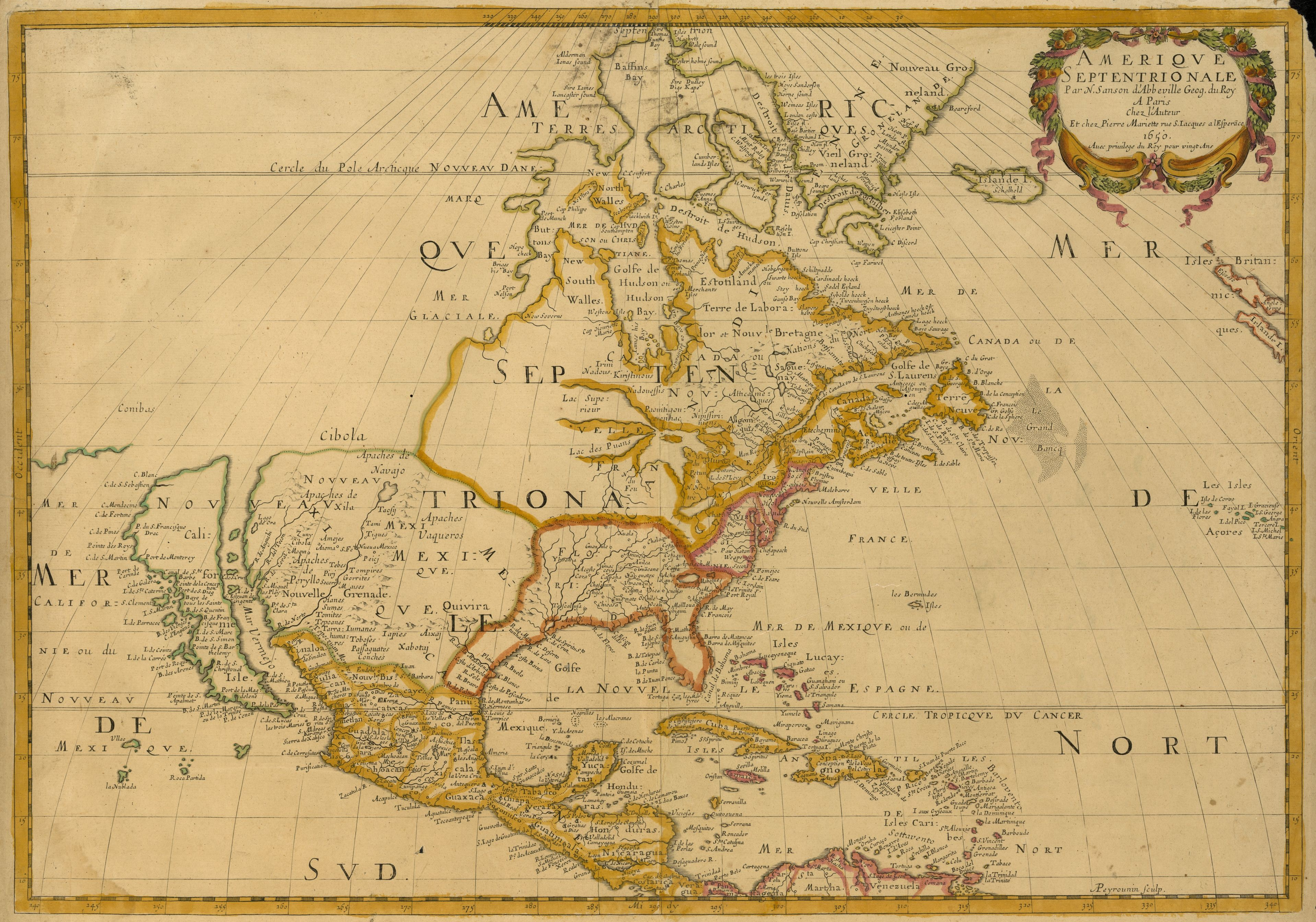
Die „Insel Kalifornien“ auf einer Karte von Nicolas Sanson 1650

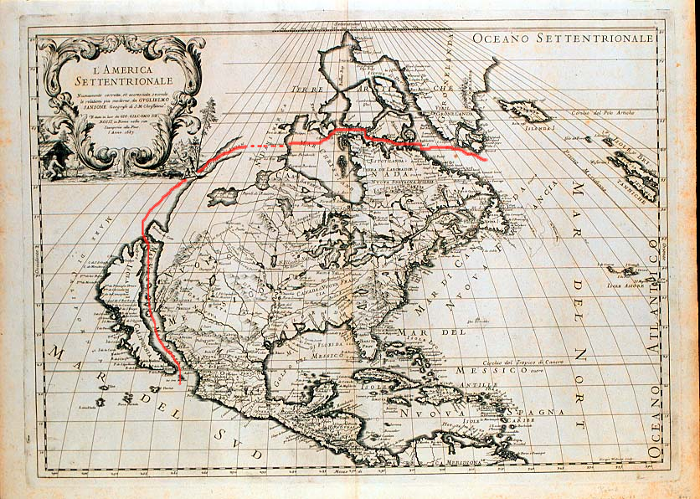
Die „Straße von Anian“ genannte Nordwestverbindung zwischen Pazifik und Atlantik, mit Umfahrung der „Insel Kalifornien“, nachträglich markiert auf einer Karte von Guillaume Sanson, Rom, 1687.

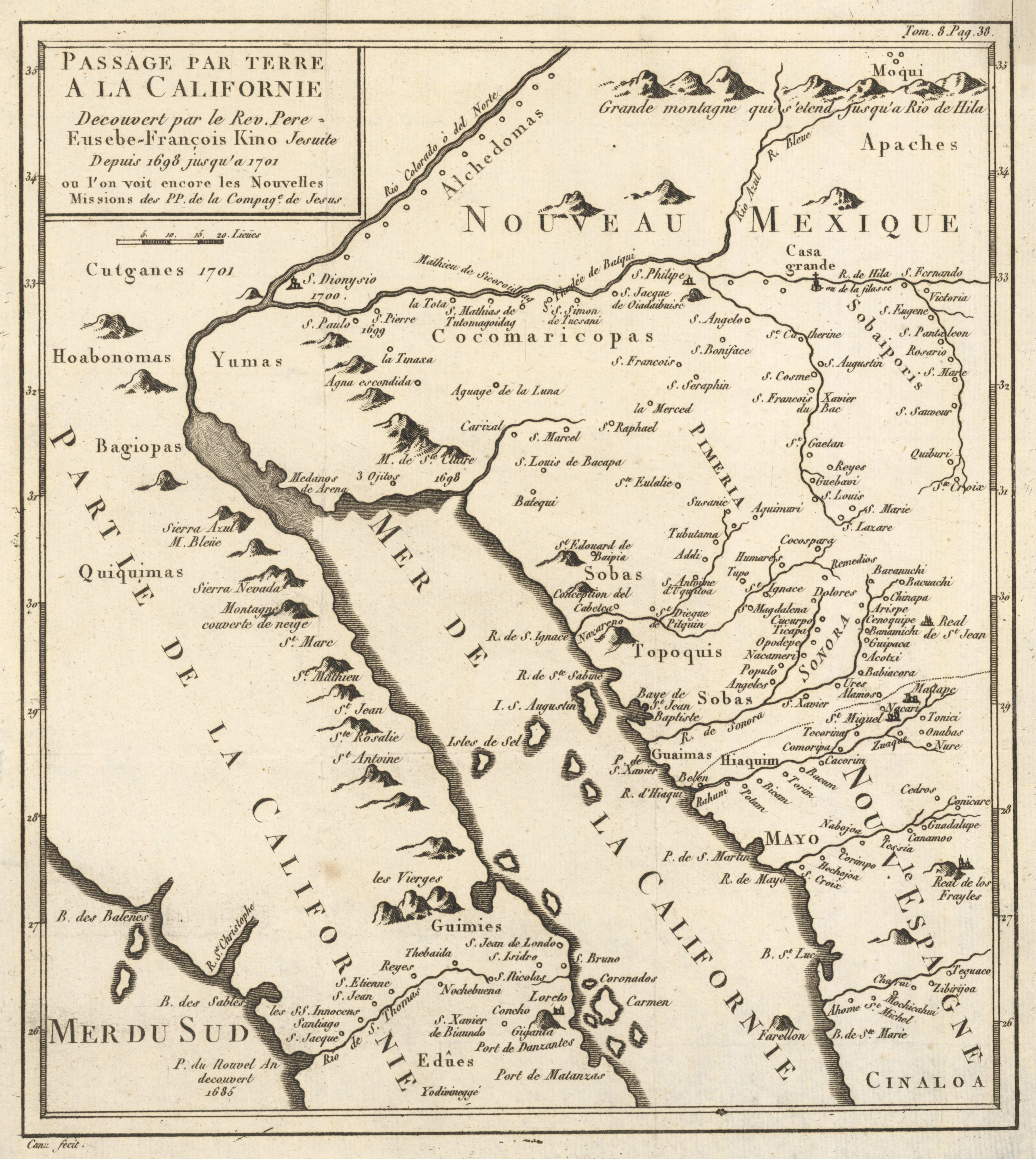
Nach den Reisen von Eusebio Francisco Kino auf dem Landweg nach Kalifornien erscheint diese Karte von 1705, die eine Insel Kalifornien widerlegt.

Insel Kalifornien steht für das vom 16. bis Mitte des 18. Jahrhunderts andauernde Missverständnis der Europäer, die die heute mexikanische Halbinsel Niederkalifornien (Baja California) für eine Insel hielten, die durch den Golf von Kalifornien vom Festland getrennt sei.
Als einer der kartografischen Irrtümer der Geschichte wurde das Bild der „Insel Kalifornien“ auf vielen Karten des 17. und 18. Jahrhunderts verbreitet, obwohl etliche Entdecker bereits Angaben gemacht hatten, die dieser Ansicht widersprachen. Die Legende wurde anfangs noch von der Idee beeinflusst, dass Kalifornien eine Art Garten Eden, ein irdisches Paradies sei, vergleichbar etwa der Insel Atlantis.

## Geschichte
Zur Entdeckungsgeschichte Kaliforniens siehe auch: Kalifornien (historische Landschaft)
Als erste bekannte Erwähnung der Legende von der „Insel Kalifornien“ erschien 1510 die romantische Erzählung Las sergas de Esplandián von Garci Rodríguez de Montalvo – der Vorläufer von Montalvos berühmteren Geschichten des Amadis de Gaula, des Vaters von Esplandian. Er beschrieb die Insel wie folgt:

„Wisse, dass rechter Hand der Indien eine Insel namens California liegt, die sich sehr nahe am irdischen Paradies befindet. Sie ist von schwarzen Frauen bevölkert, ohne einen einzigen Mann unter ihnen, denn sie leben nach Art der Amazonen.“

Wahrscheinlich hat diese Beschreibung dazu geführt, dass frühe Entdecker die Halbinsel Niederkalifornien (Baja California) für die Insel aus der Legende hielten.
Im Jahre 1533 entdeckte Fortún Ximénez, Meuterer einer von Hernán Cortés ausgesandten Expedition, den südlichen Teil von Baja California in der Gegend des heutigen Ortes La Paz. Cortés selbst begab sich nach der Entdeckung mit einer Expedition nach La Paz. Die Siedlung musste jedoch kurz darauf aufgegeben werden. Cortés’ begrenzte Informationen über den südlichen Teil der Halbinsel führten offensichtlich zur Benennung der Region nach dem legendären „Kalifornien“ und zur anfänglichen, aber kurzlebigen Annahme, dass es sich um eine große Insel handele.
1539 sandte Cortés den Steuermann Francisco de Ulloa nordwärts entlang der Küste des Golfes und der pazifischen Küste von Baja California. Ulloa erreichte die Mündung des Colorado River am Kopfende des Golfes, was zu belegen schien, dass es sich eher um eine Halbinsel als um eine Insel handele. Eine Expedition unter Hernando de Alarcón erreichte den unteren Colorado River und bestätigte Ulloas’ Entdeckung. Karten, die von nun ab in Europa veröffentlicht wurden wie etwa die nebenstehende des Gerardus Mercator und die von Abraham Ortelius, zeigten daher korrekt Niederkalifornien als Halbinsel.
Trotz dieser Umstände lebte die Vorstellung von einer kalifornischen Insel im frühen siebzehnten Jahrhundert wieder auf. Ein Faktor, der dazu beigetragen hatte, dürften die Entdeckungsfahrten von Juan de Fuca im Jahr 1592 gewesen sein. Fuca hatte die westliche Küste von Nordamerika erkundet und glaubte, eine große Öffnung gefunden zu haben, die möglicherweise eine Verbindung zum Atlantik darstelle, also die legendäre Nordwest-Passage, im spanischen Sprachraum Straße von Anián genannt.
Eine Schlüsselrolle in den sich ändernden Vorstellungen von Kalifornien scheint eine Überlandexpedition des Gründungsgouverneurs von New Mexico, Juan de Oñate, gespielt zu haben. Die Expedition erreichte den Colorado River 1604/1605 und seine Teilnehmer meinten den Golf von Kalifornien zu sehen, der sich kontinuierlich nach Nordwesten fortsetze (möglicherweise hinter die Sierra Cucapá in die Lagune Macuata Basin).
Berichte von Oñates Expedition drangen zu Antonio de la Ascención, einen Karmeliterbruder, der an Sebastián Vizcaínos Erkundung der Westküste von Kalifornien 1602–1603 teilgenommen hatte. Ascención war ein überzeugter Propagandist für spanische Siedlungen in Kalifornien und in seinen späteren Schriften bezeichnet er Kalifornien als eine Insel.
Das erste bekannte erneute Erscheinen einer Insel Kalifornien auf einer Karte datiert von 1622 auf einer Karte von Michiel Colijn aus Amsterdam. Dieses Vorbild wurde zum Standard für etliche spätere Karten während des gesamten 17. Jahrhunderts und teilweise noch des 18. Jahrhunderts.
Der jesuitische Missionar und Kartograf Eusebio Francisco Kino erneuerte die Idee, dass Baja California eine Halbinsel sei. Während seines Studiums in Europa hatte Kino den Inselcharakter Kaliforniens noch akzeptiert, aber als er nach Mexiko gelangte, kamen ihm Zweifel. 1698–1706 unternahm er eine Reihe von Landexpeditionen vom nördlichen Sonora in Gebiete im oder in der Nähe des Deltas des Colorado River, teilweise um eine gangbare Route zwischen den Jesuitenmissionen in Sonora und Baja California zu finden, aber auch um diese geografische Frage zu lösen. Kino kam zu der Überzeugung, dass eine Landverbindung existieren müsse und die Jesuiten des 18. Jahrhunderts folgten seinem Beispiel im Allgemeinen. Juan Mateo Manje jedoch, ein militärischer Begleiter etlicher Unternehmungen von Kino hatte seine Zweifel und die europäischen Kartografen blieben in dieser Frage gespalten.
Zu den jesuitischen Missionaren und Entdeckern in Baja California, die versuchten, die Frage endgültig zu klären, gehörten Juan de Ugarte (1721), Ferdinand Konščak (1746), und Wenceslaus Linck (1766). Die Sache wurde schließlich zweifelsfrei entschieden, als die Expedition von Juan Bautista de Anza zwischen 1774 und 1776 das Gebiet zwischen Sonora und der Westküste Kaliforniens bereiste.

## Ausblick
In etwa 25 Millionen Jahren werden Niederkalifornien und Teile Südkaliforniens aufgrund der tektonischen Verschiebungen in diesem Gebiet tatsächlich vom Festland abgetrennt und so zur Insel werden.